# 제16차량화사단 피스토이아
제16차량화사단(101st Motorised Division)은 제2차 세계 대전에 참전한 이탈리아 육군의 차량화사단이다.

## 부대 편성
- 35피스토이아보병연대
- 36피스토이아보병연대
- 3포병연대
- 16박격포대대
- 16대전차중대
- 51공병대대